# Красний Яр (Кривошиїнський район)
Кра́сний Яр (рос. Красный Яр) — село у складі Кривошиїнського району Томської області, Росія. Адміністративний центр та єдиний населений пункт Красноярського сільського поселення.

## Населення
Населення — 2474 особи (2010; 3119 у 2002).
Національний склад (станом на 2002 рік):
- росіяни — 93 %